# Боржек Дочкал
Боржек Дочкал (чеськ. Bořek Dočkal, нар. 30 вересня 1988, Местець Кралове) — чеський футболіст, півзахисник празької «Спарти».

## Клубна кар'єра
Народився 30 вересня 1988 року в місті Местець Кралове. Вихованець юнацьких команд футбольних клубів «Богемія» (Подебради) та «Славії».
У дорослому футболі дебютував 2006 року виступами за головну команду «Славії», проте не зміг пробитись до основного складу, взявши участь лише у 6 матчах чемпіонату. Тому протягом 2006–2007 років захищав на правах оренди кольори «Кладно».
Своєю грою за останню команду привернув увагу представників тренерського штабу «Слована», до складу якого приєднався на початку 2008 року. Відіграв за ліберецьку команду наступні три сезони своєї ігрової кар'єри. Більшість часу, проведеного у складі «Слована», був основним гравцем команди.
Протягом 2010–2011 років на правах оренди захищав кольори турецького «Коньяспора».
До складу клубу «Русенборг» приєднався в серпні 2011 року після вдалого виступу на молодіжному Євро. За два роки встиг відіграти за команду з Тронгейма 55 матчів у національному чемпіонаті.
Влітку 2013 повернувся на батьківщину, уклавши контракт з празькою «Спартою».

## Виступи за збірні
2003 року дебютував у складі юнацької збірної Чехії, за різні вікові групи якої виступав протягом чотирьох років. Всього взяв участь у 20 іграх на юнацькому рівні, відзначившись 2 забитими голами.
Протягом 2007–2011 років залучався до складу молодіжної збірної Чехії, у складі якої 2011 року взяв участь у молодіжному чемпіонаті Європи в Данії, на якому забив два голи і допоміг збірній зайняти четверте місце. Всього на молодіжному рівні зіграв у 28 офіційних матчах, забив 8 голів.
14 листопада 2012 року Дочкал дебютував за збірну Чехії в товариському матчі проти збірної Словаччини, і в цьому ж матчі він забив свій перший гол за збірну.

## Титули і досягнення
- Чемпіон Чехії (1):

«Спарта»: 2013-14
- Володар Кубка Чехії (2):

«Спарта»: 2013-14, 2019-20
- Володар Суперкубка Чехії (1):

«Спарта»: 2014